# Palu' Longa
Palu' Longa este o arie protejată (arie specială de conservare — SAC, sit de importanță comunitară — SCI) din Italia întinsă pe o suprafață de 5,93 ha, integral pe uscat.

## Localizare
Centrul sitului Palu' Longa este situat la coordonatele 46°17′46″N 11°22′06″E / 46.296111°N 11.368333°E.

## Înființare
Situl Palu' Longa a fost declarat sit de importanță comunitară în iunie 1995 pentru a proteja 31 de specii de animale. Situl a fost protejat și ca arie specială de conservare în martie 2014.

## Biodiversitate
Situată în ecoregiunea alpină, aria protejată conține 9 habitate naturale: Mlaștini împădurite, Formațiuni ierboase bogate în specii de Nardus, dezvoltate pe substraturi silicioase în zone montane (și în zone submontane, în Europa continentală), Mlaștini alcaline, Lacuri și iazuri distrofice naturale, Păduri acidofile de Picea de la nivel montan la nivel alpin (Vaccinio-Piceetea), Mlaștini turboase de tranziție și turbării mișcătoare, Păduri alpine de Larix decidua și/sau Pinus cembra, Pajiști cu Molinia pe soluri calcaroase, turboase sau argilos-nămoloase (Molinion caeruleae), Depresiuni pe substraturi de turbă de Rhynchosporion.
La baza desemnării sitului se află mai multe specii protejate:
- păsări (30): uliu porumbar (Accipiter gentilis), uliu păsărar (Accipiter nisus), minunița (Aegolius funereus), fâsă de pădure (Anthus trivialis), cocoșul de mesteacăn (Bonasa bonasia), cojoaica de pădure (Certhia familiaris), cuc (Cuculus canorus), ciocănitoare neagră (Dryocopus martius), măcăleandru (Erithacus rubecula), cinteză (Fringilla coelebs), gaiță (Garrulus glandarius), ciuvică (Glaucidium passerinum), pițigoi moțat (Lophophanes cristatus), forfecuță gălbuie (Loxia curvirostra), muscar sur (Muscicapa striata), pițigoi de brădet (Periparus ater), viespar (Pernis apivorus), pitulice de munte (Phylloscopus collybita), ciocănitoare verzuie (Picus canus), pițigoi de munte (Poecile montanus), brumăriță de pădure (Prunella modularis), mugurarul (Pyrrhula pyrrhula), aușel cu cap galben (Regulus regulus), țiclete (Sitta europaea), scatiu (Spinus spinus), huhurez mic (Strix aluco),  cocoș de munte (Tetrao urogallus), pănțărușul (Troglodytes troglodytes), sturz-cântător (Turdus philomelos), sturzul de vâsc (Turdus viscivorus)
- nevertebrate (1): Austropotamobius pallipes

Pe lângă speciile protejate, pe teritoriul sitului au mai fost identificate 15 specii de plante, 1 specie de păsări, 4 specii de amfibieni, 8 specii de mamifere, 4 specii de reptile.